# ATP Firenze 1983
L'ATP Firenze 1983 è stato un torneo di tennis giocato sulla terra rossa. È stata l'11ª edizione dell'ATP Firenze che fa parte del Volvo Grand Prix 1983. Si è giocato a Firenze in Italia dal 9 al 15 maggio 1983.

## Campioni

### Singolare
Jimmy Arias ha battuto in finale  Francesco Cancellotti con il punteggio di 6–1, 6–4

### Doppio
Francisco González /  Víctor Pecci hanno battuto in finale  Dominique Bedel /  Bernard Fritz con il punteggio di 4–6, 6–4, 7–6